# The Cliff (træningsområde)
The Cliff er en sportsplads i Broughton, Salford, og i nærheden af floden Irwell. Sportspladsen blev brugt som hjemmebane for rugby-holdet Broughton Rangers indtil 1933. Pladsen blev købt af fodboldklubben Manchester United F.C. til brug som deres træningsanlæg. Det fortsatte med at blive brugt af United frem til 1999, da det blev erstattet af Trafford Training Centre i Carrington, Greater Manchester. I dag bliver det dog stadig brugt til nogle af Uniteds akademikampe. 